# Piano di partizione della Palestina
Il 29 novembre 1947, il Piano di partizione della Palestina elaborato dall'UNSCOP (United Nations Special Committee on Palestine) fu approvato dall'Assemblea Generale delle Nazioni Unite, a New York (Risoluzione 181 dell'Assemblea Generale). Tale Piano, destinato a risolvere il conflitto tra la comunità ebraica e quella araba palestinese, scoppiato già durante il mandato britannico della Palestina, proponeva la partizione del territorio palestinese fra due istituendi Stati, uno ebraico, l'altro arabo, con Gerusalemme sotto controllo internazionale. Il rifiuto di questo Piano da parte dei Paesi arabi ed il deterioramento delle relazioni fra ebrei ed arabi in Palestina condussero alla guerra arabo-israeliana del 1948.

## La creazione
Le Nazioni Unite, che avevano sostituito la Società delle Nazioni, tentarono di risolvere il conflitto fra ebrei ed arabi nel momento in cui era previsto dovesse cessare il mandato del Regno Unito sulla Palestina, assunto l'indomani del crollo dell'Impero ottomano come conseguenza della vittoria alleata nella I guerra mondiale.

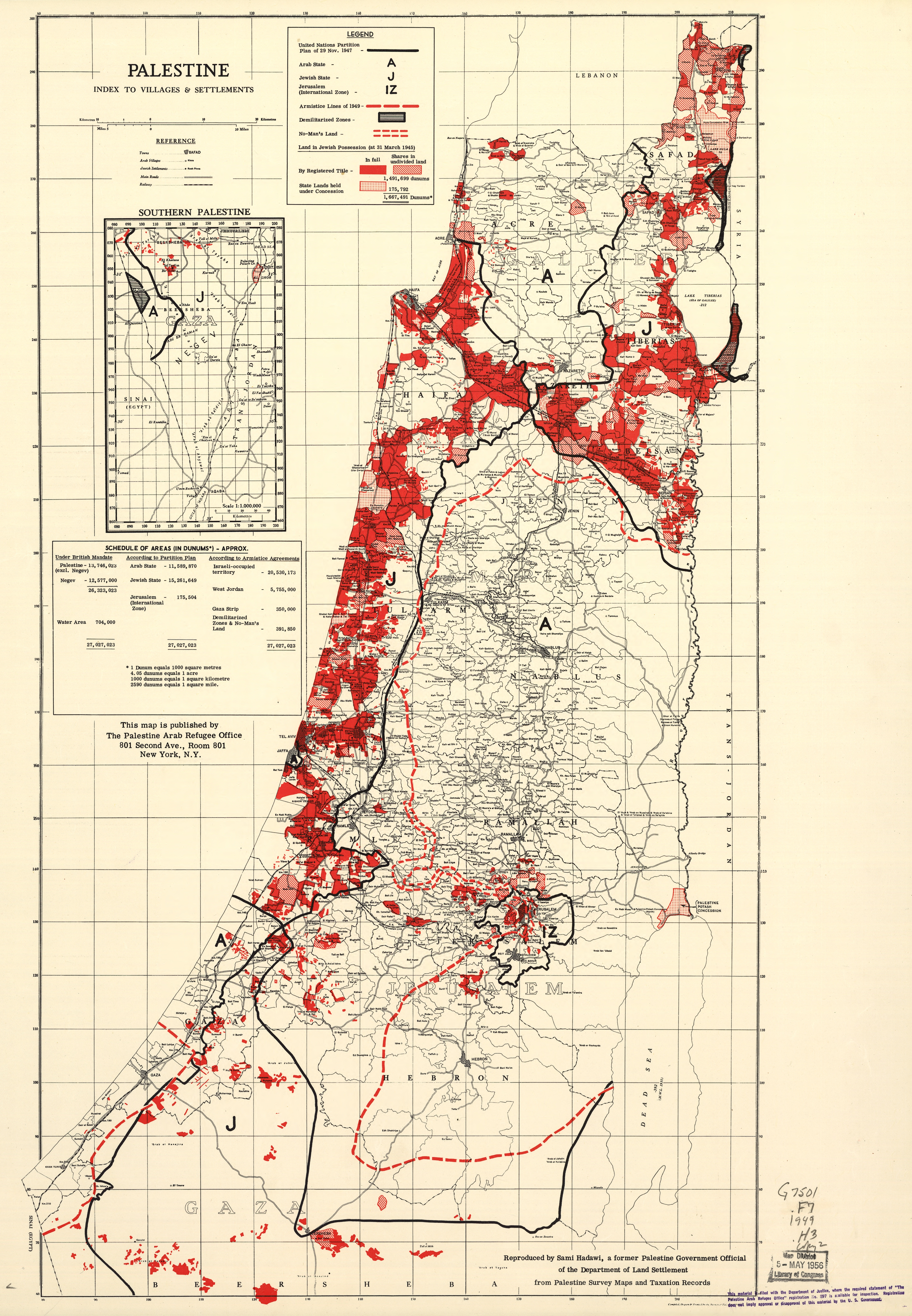
Villaggi ed insediamenti ebraici al 31 marzo 1945.

Nel febbraio 1947, il governo di Sua Maestà, guidato da Clement Attlee, non essendo più in grado di mantenere l'ordine in Palestina, decise di rimettere il mandato britannico alle Nazioni Unite.
L'ONU designò il 13 maggio 1947 i membri di un Comitato, l'UNSCOP, composto dai rappresentanti di 11 Stati (Australia, Canada, Guatemala, India, Iran, Paesi Bassi, Perù, Svezia, Cecoslovacchia, Uruguay, Jugoslavia). Per evitare accuse di parzialità, nessuna delle grandi potenze vincitrici della seconda guerra mondiale (Cina, Francia, Regno Unito, URSS, USA) entrò a far parte del Comitato.
L'UNSCOP considerò due opzioni. La prima era la creazione di uno Stato ebraico e di uno Stato arabo indipendenti, con la città di Gerusalemme posta sotto controllo internazionale (sulla falsariga del piano di spartizione proposto nel 1937 dalla commissione Peel). La seconda consisteva nella creazione di un unico Stato, di tipo federale, che avrebbe compreso sia uno Stato ebraico, sia uno Stato arabo (sulla falsariga di quanto prevedeva il Libro Bianco del Mandato Britannico scritto nel 1939).
Nella sua relazione l'UNSCOP si chiese come accontentare entrambe le fazioni, giungendo alla conclusione che era "manifestamente impossibile", in quanto le posizioni di entrambi i gruppi erano incompatibili, ma che era anche "indifendibile" accettare di appoggiare solo una delle due posizioni:
(United Nations Special Committee on Palestine, Recommendations to the General Assembly, A/364, 3 September 1947)
L'UNSCOP raccomandò anche che il Regno Unito cessasse il prima possibile il suo controllo sulla zona, sia per cercare di ridurre gli scontri tra la popolazione di entrambe le etnie e le forze britanniche, sia per cercare di porre fine alle numerose azioni terroristiche portate avanti dai gruppi ebraici.
A maggioranza (sette voti favorevoli: Canada, Cecoslovacchia, Guatemala, Paesi Bassi, Perù, Svezia, Uruguay), l'UNSCOP adottò la prima opzione, benché vari membri (tre voti: India, Iran, Repubblica Socialista Federale di Jugoslavia) si fossero pronunciati in favore della seconda soluzione; l'Australia non scelse alcuna delle due opzioni. L'Assemblea Generale delle Nazioni Unite accettò a larga maggioranza la proposta dell'UNSCOP, ma apportò alcune modifiche al tracciato frontaliero che avrebbe separato i due istituendi Stati.

## Partizione dei territori

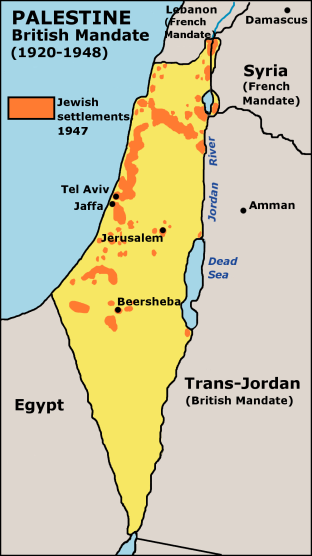
Zone ebraiche nel 1947

Piano di partizione del 1947

Secondo il Piano di partizione, lo Stato ebraico comprendeva la zona costiera che si estende fra Haifa e Rehovot, a est della Galilea e il deserto del Negev, includente l'avamposto di Umm Rashrash a sud (attualmente rinominato Eilat).
Lo Stato arabo doveva ricevere l'ovest della Galilea, con la città di Acri, i monti della Cisgiordania, e il tratto meridionale della costa, che si estende dal nord di al-Majdal (attualmente chiamata Ashkelon), e comprendente l'attuale Striscia di Gaza, con una parte del deserto lungo la frontiera egiziana. La città di Giaffa (a popolazione prevalentemente araba), a sud di Tel-Aviv, doveva inizialmente far parte dello Stato ebraico. Fu infine assegnata allo Stato arabo prima che il Piano di partizione fosse adottato dall'ONU, andando in tal modo a costituire un'enclave.
Lo Stato ebraico proposto era più ampio di quello arabo (ammontava al 56% del territorio complessivo), e comprendeva la maggior parte delle zone più fertili per l'agricoltura, l'arido deserto  del Negev, e l'accesso esclusivo al Mar Rosso e al lago di Tiberiade. Questa opzione fu presa dall'ONU in previsione di una massiccia immigrazione dall'Europa da parte degli Ebrei sfuggiti ai campi di sterminio nazisti (l'UNISCOP valutava in 250.000 gli ebrei europei presenti in centri di accoglienza e pronti a trasferirsi in Palestina). La parte essenziale delle terre costiere coltivabili sarebbero peraltro state di sua pertinenza. In totale sarebbero stati assegnati così alla comunità ebraica, circa il 55% del territorio totale, l'80% dei terreni cerealicoli e il 40% dell'industria della Palestina.
È da notare che nei precedenti tentativi di spartizione effettuati, senza successo, dal governo mandatario britannico, durante la Grande Rivolta Araba (1936-1939) (commissione Peel nel 1937, che suggeriva anche di trasferire la popolazione in modo da creare uno Stato ebraico abitato solo da ebrei e uno Stato arabo abitato solo da arabi, Commissione Woodhead del 1938 e della Conferenza di St. James del 1939) la regione circostante Gerusalemme (a maggioranza araba) veniva assegnata al controllo internazionale, mentre nel piano dell'ONU questa veniva assegnata al possibile Stato arabo. Per quello che riguarda invece la zona costiera nei dintorni di Giaffa e Tel Aviv, che i precedenti piani assegnavano di volta in volta al mandato (come sbocco al mare della precedentemente citata zona internazionale/mandataria intorno a Gerusalemme), allo Stato ebraico o a quello arabo, nella spartizione dell'ONU veniva assegnata al futuro Stato ebraico (nel 1946 la popolazione della regione era a maggioranza ebraica).

## Partizione delle popolazioni
Al momento del Piano di partizione, la popolazione totale della Palestina era composta per due terzi circa da arabi e da un terzo di ebrei. La popolazione ebraica rappresentata dallo Yishuv possedeva il 7% di proprietà fondiarie.
Lo Stato ebraico proposto avrebbe raggruppato una maggioranza di ebrei (498.000 a fronte di 407.000 arabi). Circa 10.000 ebrei erano invece presenti nell'erigendo Stato arabo. Esso sarebbe di conseguenza stato abitato dal 99% di arabi, con una comunità totale di 735.000 abitanti.
La zona internazionale, imperniata sulla città di Gerusalemme, avrebbe avuto una presenza di 100.000 ebrei a fronte di 105.000 arabi.
In dettaglio la situazione sarebbe stata:
| Territorio                     | Popolazione araba | % Arabi | Popolazione ebraica | % Ebrei | Popolazione Totale |
| ------------------------------ | ----------------- | ------- | ------------------- | ------- | ------------------ |
| Stato Arabo                    | 725.000           | 99%     | 10.000              | 1%      | 735.000            |
| Stato Ebraico                  | 407.000           | 45%     | 498.000             | 55%     | 905.000            |
| Zona Internazionale            | 105.000           | 51%     | 100.000             | 49%     | 205.000            |
| Totale                         | 1.237.000         | 67%     | 608.000             | 33%     | 1.845.000          |
| Fonte: Report of UNSCOP - 1947 |                   |         |                     |         |                    |

(oltre a questo era presente una popolazione beduina di 90.000 persone nel territorio ebraico).
È da notare che all'interno della popolazione araba era compresa la maggior parte dei circa 145.000 abitanti di religione cristiana.
Il 2% degli ebrei, cioè 10.000 persone, non si sarebbero trovati né nello Stato ebraico, né nella zona internazionale di Gerusalemme. Il 31% degli arabi, ossia 405.000 persone, non si sarebbero trovati a vivere né nello Stato arabo, né a Gerusalemme.
Uno dei motivi che portarono all'assegnazione della maggioranza del territorio ai coloni ebrei, oltre alla prospettiva di prossime immigrazioni di massa, fu la volontà di radunare sotto il futuro stato ebraico tutte le zone dove i coloni erano presenti in numero significativo (seppur nella maggior parte dei casi etnia di minoranza), per scoraggiare possibili rappresaglie da parte della popolazione araba. Per fare questo fu assegnato al futuro stato ebraico quasi tutto il territorio che allora era sotto la diretta gestione mandataria.
Nella sua relazione l'UNISCOP prendeva anche in considerazione la situazione economica dei futuri due stati (United Nations Special Committee on Palestine, Recommendations to the General Assembly, A/364, 3 September 1947 - PART I. Plan of partition with economic union justification), consigliando di istituire una moneta comune e una rete di infrastrutture che si estendesse a tutta la Palestina indipendentemente dalle divisioni. Oltre a questo si evidenziava che agli ebrei sarebbe stata assegnata la parte più sviluppata economicamente, che comprendeva quasi del tutto le zone di produzione degli agrumi, ma si faceva presente come in questa lavorassero anche molti produttori arabi. Il comitato riteneva peraltro che con un sistema economico comune ai due stati non sarebbe stato nell'interesse di quello ebraico far rimanere quello arabo in una condizione di povertà e di precarietà economica. Sempre per la parte economica l'UNSCOP prevedeva il possibile arrivo di aiuti internazionali per la costruzione di sistemi di irrigazione in entrambi gli stati.

## Reazioni

### Reazioni arabe
La gran maggioranza degli arabi che vivevano in Palestina e la totalità degli Stati arabi già indipendenti respinsero il Piano. Da principio essi rifiutarono qualsiasi divisione della Palestina mandataria, e reclamarono il Paese intero.
Sotto un profilo più tecnico, gli arabi criticarono anche il tracciato di frontiera. Esso avrebbe portato a inglobare la gran parte dei villaggi ebraici all'interno dello Stato ebraico, mentre ciò non si sarebbe verificato per quanto riguardava la maggior parte dei villaggi arabi. Un'altra delle critiche riguardava il fatto che lo Stato arabo non avrebbe avuto sbocchi sul Mar Rosso e sul Mar di Galilea (quest'ultimo la principale risorsa idrica della zona) e che gli sarebbe stato assegnato solo un terzo della costa mediterranea. Oltre a questo veniva criticato il fatto che alla popolazione ebraica minoritaria (33% della popolazione totale) venisse assegnata la maggioranza del territorio.
Le nazioni arabe, contrarie alla suddivisione del territorio e alla creazione di uno stato ebraico, fecero ricorso alla Corte internazionale di giustizia, sostenendo la non competenza dell'assemblea delle Nazioni Unite nel decidere la ripartizione di un territorio andando contro la volontà della maggioranza (araba) dei suoi residenti, ma il ricorso fu respinto.

### Reazioni ebraiche
La maggioranza degli ebrei di Palestina accettò la partizione. Vi fu una forte opposizione però da parte dei nazionalisti più accesi, in particolare (ma non esclusivamente) della destra. L'Irgun e il Lehi criticarono vigorosamente sia la partizione sia il controllo internazionale su Gerusalemme. Menachem Begin, comandante dell'Irgun, futuro fondatore del Likud e futuro Primo ministro di Israele, dichiarò a proposito del piano di spartizione del territorio: 
(Dichiarazioni di Menachem Begin sul piano di spartizione dell'ONU)
La maggioranza degli ebrei sionisti si rallegrò tuttavia del fatto che si sarebbe ottenuta alfine la nascita di un loro Stato indipendente. Da un punto di vista tecnico, anche i partigiani dell'accordo si lamentarono comunque della mancanza di continuità territoriale del loro nuovo Stato.

## Materiali e testo della Risoluzione 181
- Sito della Yale Law School, su yale.edu. URL consultato l'11 ottobre 2008 (archiviato dall'url originale il 29 ottobre 2006).
- Informazioni sulla Risoluzione 181 dell'ONU dal The Jerusalem Fund/Palestine Center, su palestinecenter.org. URL consultato l'11 ottobre 2008 (archiviato dall'url originale il 6 ottobre 2008).

## Adozione del testo
Nel settembre del 1947, una prima votazione ebbe luogo all'ONU per decidere la sorte della Palestina e la sua partizione. 
Il risultato fu il seguente: 
25 voti a favore della partizione

13 voti contro

19 astensioni
Il 25 novembre 1947 la votazione fu ripresentata all'ONU. Il risultato fu il seguente:
25 voti a favore

13 voti contro

17 astensioni

2 assenti
Ancora una volta mancò quindi il quorum necessario perché la Risoluzione potesse essere approvata.
Il presidente statunitense usò allora tutto il suo potere di grande potenza militare del momento. Minacciò la Francia, che si era astenuta, di tagliarle i viveri se essa non avesse accettato tale Risoluzione.
L'ONU rilanciò la votazione 4 giorni dopo, vale a dire il 29 novembre 1947. L'Assemblea Generale dell'ONU adottò il Piano di partizione della Palestinain due Stati, uno arabo e l'altro ebraico — con Gerusalemme fruente di uno statuto particolare sotto l'egida dell'ONU.
Il progetto era quello sovietico-statunitense, passato in commissione il 25 novembre e ratificato il 29 novembre. La convergenza fra le due Potenze (sovietica e statunitense), che pure già di fatto in forte contrapposizione, fece sensazione.
I Paesi arabi rifiutarono il Piano di partizione: gli arabi di Palestina e i governi di tutti gli Stati arabi rifiutarono di accettare le raccomandazioni della Risoluzione 181, e fecero sapere che si sarebbero opposti con la forza alle applicazioni di tali raccomandazioni.

### Posizioni prima del voto
Discorso del rappresentante sovietico Semyon Tsarapkin: «Gli argomenti storici e giuridici non possono e non devono essere decisivi nel regolamento della questione palestinese. Il problema ha come base essenziale il diritto delle popolazioni ebraica e araba di Palestina di decidere della loro sorte. Le sofferenze subite dagli ebrei nel corso dell'ultima guerra devono costituire un elemento importante nella decisione dell'Assemblea. Gli ebrei lottano per uno Stato che sia loro, e sarebbe ingiusto rifiutar loro il diritto di conseguire questo obiettivo» (dal quotidiano francese Le Monde, 12-13 ottobre 1947).
L'URSS appoggiò la creazione d'Israele pensando di creare un nuovo Stato comunista: lo Stato ebraico si poggiava su una ideologia politico-filosofica sionista libertaria (in contrasto con l'imperialismo ottomano, britannico e, più tardi, sovietico) prossima alle ideologie socialiste e ai metodi collettivistici sovietici, con la creazione di collettività simili ai kolkhoz russi (cooperative agricole di produzione che godevano dei frutti della terra che occupavano, con la proprietà collettiva dei mezzi di produzione), ove tutto è messo al servizio della comunità.
In Israele si trattava delle collettività chiamate Kvoutza, modernizzate in seguito dall'istituto del Kibbutz e del Moshav, coesistenti con un settore privato. I terreni sono acquistati poco a poco con strumenti legali, spesso a prezzi assai elevati, dai Fondi Nazionali Ebraici (Keren Kayemet), dall'Yishuv e dalla Palestinian Jewish Colonization Association. Con donazioni da parte del mondo intero, provenienti soprattutto dagli ambienti operai, e da donatori come la famiglia del Barone de Rothschild al Regno Unito, la superficie coltivata dagli ebrei sale dai 20.400 ettari del 1897 ai 180.230 ha di mezzo secolo dopo, e il numero delle colonie passa da 27 a 300. Tel Aviv supera i 150.000 abitanti già nel 1936.
Rigenerare il popolo ebraico attraverso il lavoro, questo è l'ideale del movimento sionista, in particolare quello di orientamento socialista, assai influente fra gli immigrati provenienti dall'ex-impero zarista.
Peraltro, mentre Mosca canta le sue lodi, il politico israeliano David Ben Gurion dichiara all'ambasciatore statunitense MacDonald, nominato da Truman: «Israele saluta il sostegno russo alle Nazioni Unite, ma non tollererà il dominio russo. Non solamente Israele è occidentale nel suo orientamento, ma il nostro popolo è democratico e si rende conto di non poter diventare forte e restare libero se non per mezzo della cooperazione con gli Stati Uniti. Solo l'Occidente stesso, umiliando Israele e abbandonandolo alle Nazioni Unite e altrove, potrà alienarsi il nostro popolo» (in: Arnold Kramer, "Soviet Policy on Palestine 1947-1948", Journal of Palestine Studies, Vol. 2, n. 2, winter 1973).

### Voto della Risoluzione

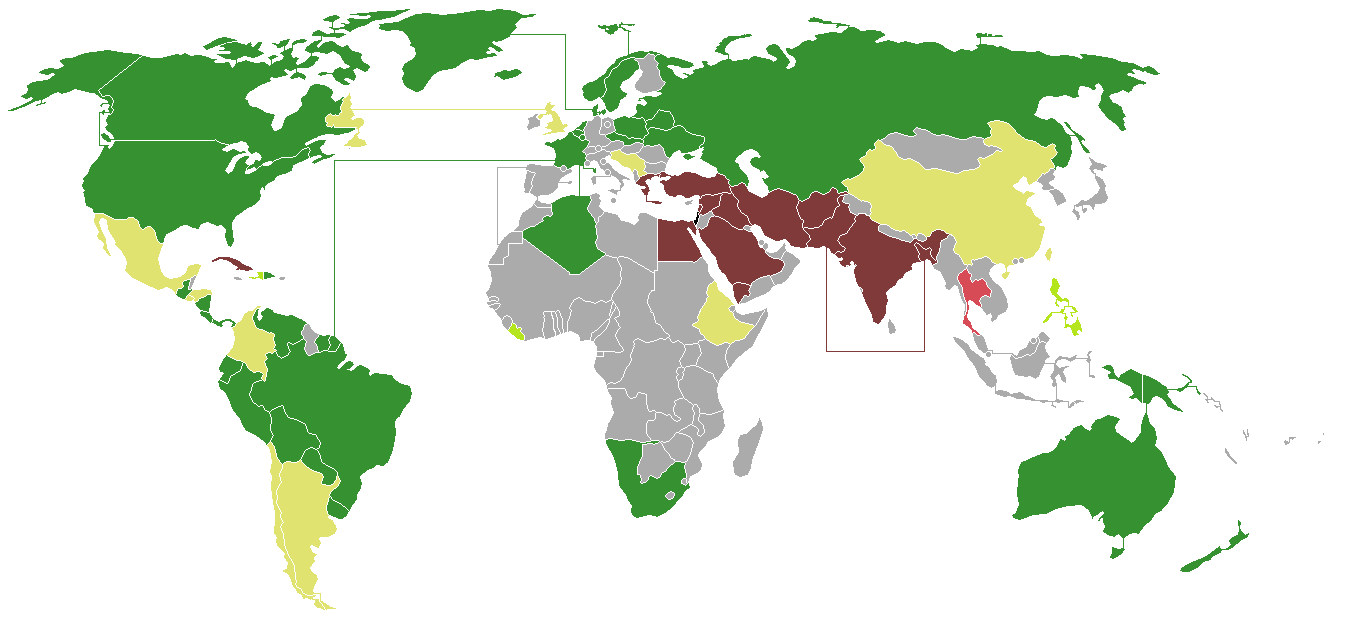
In verde scuro i voti a favore; in verde chiaro i voti modificati in favore; in rosso scuro i voti contrari; in rosso chiaro gli assenti; in giallo le astensioni; in grigio i Paesi e territori non membri ONU

La partizione e la creazione di tre Stati (ebraico, arabo e Gerusalemme sotto amministrazione internazionale), sono votate con 33 voti a favore contro 13 e con 10 astensioni.
Hanno votato a favore:
Stati Uniti d'America, Australia, Belgio, Bolivia, Brasile, Bielorussia, Canada, Costa Rica, Danimarca, Repubblica Dominicana, Ecuador, Francia, Guatemala, Haiti, Islanda, Liberia, Lussemburgo, Paesi Bassi, Nuova Zelanda, Nicaragua, Norvegia, Panama, Paraguay, Perù, Filippine, Polonia, Svezia, Cecoslovacchia, Ucraina, Unione Sudafricana, URSS, Uruguay e Venezuela.
Hanno votato contro:
Afghanistan, Arabia Saudita, Cuba, Egitto, Grecia, India, Iran, Iraq, Libano, Pakistan, Siria, Turchia e Yemen.
Si sono astenuti:
Argentina, Cile, Cina, Colombia, El Salvador, Etiopia, Honduras, Messico, Regno Unito, Jugoslavia.
Un colpo di Stato in Siam impedì alla delegazione di questo paese di prendere parte alla votazione.
Hanno il compito di sorvegliare la transizione sul terreno:
Bolivia, Danimarca, Panama, Filippine e Cecoslovacchia.
La risoluzione 181 propone la creazione di due Stati:
- uno Stato ebraico di 14.000 km² di ampiezza, con 558.000 ebrei e 405.000 arabi;
- uno Stato arabo di 11.500 km², con 804.000 arabi e 10.000 ebrei, formato da tre parti separate: Gaza, la Cisgiordania e la parte nord, vicina al Libano;
- infine, una zona sotto regime internazionale particolare, comprendente i Luoghi Santi, Gerusalemme e Betlemme, con 106.000 arabi e 100.000 ebrei.

### Conseguenze del voto
L'Yishuv accetta senza condizioni il Piano di partizione proposto, mentre le autorità dei Paesi arabi confinanti respingono detta proposta. La conseguenza immediata sarà l'avvio d'una guerra civile in Palestina, seguita dalla guerra arabo-israeliana del 1948.
La proposta rappresentata dalla risoluzione 181 delle Nazioni Unite, di per sé non vincolante, fu respinta dai dirigenti arabi ma accettata da quelli sionisti, e benché priva di valore giuridico, corroborò l'azione di quanti puntavano alla fondazione di uno Stato ebraico nella Palestina.